# Jurij Martynow
Jurij Petrowycz Martynow, ukr. Юрій Петрович Мартинов, ros. Юрий Петрович Мартынов, Jurij Pietrowicz Martynow (ur. 5 czerwca 1965 roku w Chersoniu, Ukraińska SRR) – ukraiński piłkarz występujący na pozycji napastnika, reprezentant Ukrainy, trener piłkarski.

## Kariera piłkarska

### Kariera klubowa
Wychowanek DJuSSz w Chersoniu. W 1986 zadebiutował w podstawowym składzie Krystału Chersoń. Sezon 1990 spędził w drużynie Naftowyk Ochtyrka, w której rozegrał tylko 1 mecz. W 1991 wyjechał do Polski, gdzie bronił barw Warty Poznań. Po zakończeniu sezonu wrócił do Ukrainy, gdzie został piłkarzem zespołu Meliorator Kachowka. Sezon 1993/94 rozpoczął w drużynie Sirius Żółte Wody, a już w rundzie wiosennej występował w klubie Zirka-NIBAS Kirowohrad. Latem 1996 przeszedł do SK Mikołajów, ale już zimą powrócił do Zirki. W 2000 ukończył karierę piłkarską w Naftowyku Ochtyrka.

### Kariera reprezentacyjna
25 marca 1994 zadebiutował w narodowej reprezentacji Ukrainy w przegranym 0:4 meczu kwalifikacyjnym do Euro-96 z Chorwacją. Był wówczas piłkarzem drugoligowego klubu.

## Kariera trenerska
Po zakończeniu kariery piłkarskiej rozpoczął pracę trenerską. We wrześniu 2005 został głównym trenerem klubu Krystał Chersoń. Po 20 spotkaniach, w których zdobył 6 zwycięstw i 4 remisy (różnica bramek 25-34), w czerwcu 2006 podał się do dymisji. Latem tamtego roku klub został rozwiązany. Obecnie ponownie pracuje już z amatorską drużyną Krystał.

## Sukcesy i odznaczenia

### Sukcesy klubowe
- mistrz Pierwszej Lihi: 1995